# Azonax
Azonax este un gen de fluturi din familia Hesperiidae. Genul este monotipic și conține o singură specie, Azonax typhaon (Hewitson, 1877), care este întâlnită în Mexic, Guiana Franceză și Nicaragua.